# Willemsbrug (1878–1981)
Pierwszy Willemsbrug – nieistniejący już drogowy most kratownicowy nad Nową Mozą w Rotterdamie, w Holandii. Istniał w latach 1878–1981 i został zastąpiony nowym mostem Willemsbrug. Został nazwany na cześć króla Wilhelma III, choć potocznie zwany był także Maasbrug.
21 maja 1874 roku król Wilhelm III położył kamień węgielny pod budowę mostu. Oddanie go do użytku (odbyło się to bez żadnych uroczystości) nastąpiło 24 października 1878 roku. Była to pierwsza stała przeprawa przez Nową Mozę, jeśli nie liczyć ukończonego rok wcześniej mostu kolejowego Willemsspoorbrug (obydwa mosty znajdowały się tuż obok siebie). Most nie łączył bezpośrednio obydwu brzegów rzeki, tylko północny brzeg z wyspą Noordereiland. Był to most kratownicowy, który opierał się na czterech głównych filarach. Jego długość wynosiła nieco ponad 326 m. Od 1884 roku przez most kursował tramwaj konny, a w roku 1904 przystosowano go również do użytkowania przez tramwaje elektryczne. W latach 1975–1981 ok. 100 m na wschód od pierwszego mostu wybudowano drugi Willemsbrug (otwarty 1 lipca 1981 roku), który miał zastąpić stary most. Wraz z oddaniem do użytku nowego mostu, jeszcze tego samego dnia stary most został zamknięty (otwarcie nowego mostu poprzedziła parada 103 pojazdów, które przejechały przez stary Willemsbrug – każdy z nich symbolizował jeden rok istnienia starej przeprawy), a w grudniu 1981 roku – rozebrany.